# مقاطعة ريازان
ريازان أوبلاست هي إحدى الكيانات الفدرالية في روسيا. وتحوي المدن والقرى التالية: كاسيموف،
كورابلينو،
ميخايلوف، ريازان أوبلاست،
نوفوميتشورينسك،
ريازان،
راياجسك،
رايبنوي،
ساسوفو،
شاتسك، روسيا،
سكوبين،
سباس-كلبيكي،
سابسك-ريازانسكاي،
أليكساندرو-نيفسكيي

## أعلام
- ألكسندر دانيلوفيتش ألكسندروف